# Loreto Aprutino
Loreto Aprutino è un comune italiano di 7 032 abitanti della provincia di Pescara in Abruzzo, ed è uno dei centri principali dell'area Vestina.
La cittadina, di origini vestine, divenne sotto i Normanni una cittadella fortificata.

## Storia
Il territorio di Loreto Aprutino e l'intera area vestina hanno restituito materiali litici inquadrabili nel Paleolitico superiore e ricollegabili alla più antica frequentazione umana dell'area. Il sito fu abitato da epoca remota come testimoniano le ricerche condotte dal barone Giovanni Battista Leopardi, con lo scavo delle celebri necropoli italiche di Colle Fiorano e Farina-Cardito.  Le prime notizie storiche documentate risalgono all’872 quando il gastaldo Allone vende a Romano, Abbate di San Clemente a Casauria, due corti, una presso Tocco da Casauria e l’altra nel Pennese, in località Ocretanum unitamente alle chiese di Santa Giusta e San Florenzio ricevendo in cambio due cavalli e 300 soldi.
Le prime notizie certe del Castrum Laureti di probabile fondazione longobarda risalgono al IX secolo e successivamente fu ampliato dai Normanni: pare che nella seconda metà dell'XI secolo fosse, infatti, feudo di Drogone (detto Tasso, Tassio, Tascione o Tassione), fratello del conte Roberto I di Loritello e nipote di Roberto il Guiscardo. Sicuramente nel 1097 è feudo del normanno Guglielmo di Tascione, figlio del suddetto Drogone. Nel 1192 il papa Celestino III, della famiglia degli Orsini, ammonisce Bernardo conte di Loreto e sua moglie Maria per aver annesso ai loro possedimenti la Chiesa di S. Maria de Plano di proprietà del Monastero di San Bartolomeo di Carpineto. Fu sede di contea sin dal secolo XII, con Joczelinus, figlio di Boemondo II conte di Manoppello, che teneva anche Civitatem Sancti Angeli, Collem Corbinum e Spentarum.
Nel 1252 Corrado IV di Svevia, re di Germania e di Sicilia, concede a Federico di Antiochia la contea di Loreto. Questi ne prende possesso dopo aver assediato il Castello che resisteva alla disposizione reale. 

Nel secolo successivo con Govitosa di Loreto passa per matrimonio ai D'Aquino dai quali viene ceduta agli Hohenstaufen e dopo essere appartenuta dal 1252 a Federico di Antiochia, con l'arrivo degli Angioini viene concessa a Raoul de Soissons che vi annetteva altre località limitrofe; fu poi riacquisita dagli Aquino nella prima metà del XIV secolo e nel 1452 per matrimonio di Antonella ultima erede di questa famiglia con Innico I d'Avalos passò a questa famiglia. 
 
Nel 1429 Giovanna II, aveva concesso all'università di Loreto il privilegio di allestire la fiera annuale della durata di 15 giorni da tenersi nel periodo dell'Assunzione della Vergine e nel 1460 si era difesa dagli attacchi di Jacopo Piccinino.

Acquistata nel 1569 dai D'Afflitto passò ancora per matrimonio sul finire del secolo XVIII ai Caracciolo quindi ai Chiola. Alla fine dell'Ottocento, con l'unità d'Italia, per distinguerla da altre località omonime, cambiò nome da Loreto in quello attuale con riferimento alla provincia di Teramo (Aprutium) cui appartenne fino alla creazione nel 1927 della provincia di Pescara cui fu annessa. Durante la prima guerra mondiale diversi giovani soldati partirono per il fronte.

### Simboli
Lo stemma è stato riconosciuto con DCG del 9 ottobre 1925.
Il gonfalone, concesso con DPR del 13 marzo 1975, è un drappo tagliato di bianco e di azzurro.

## Monumenti e luoghi d'interesse

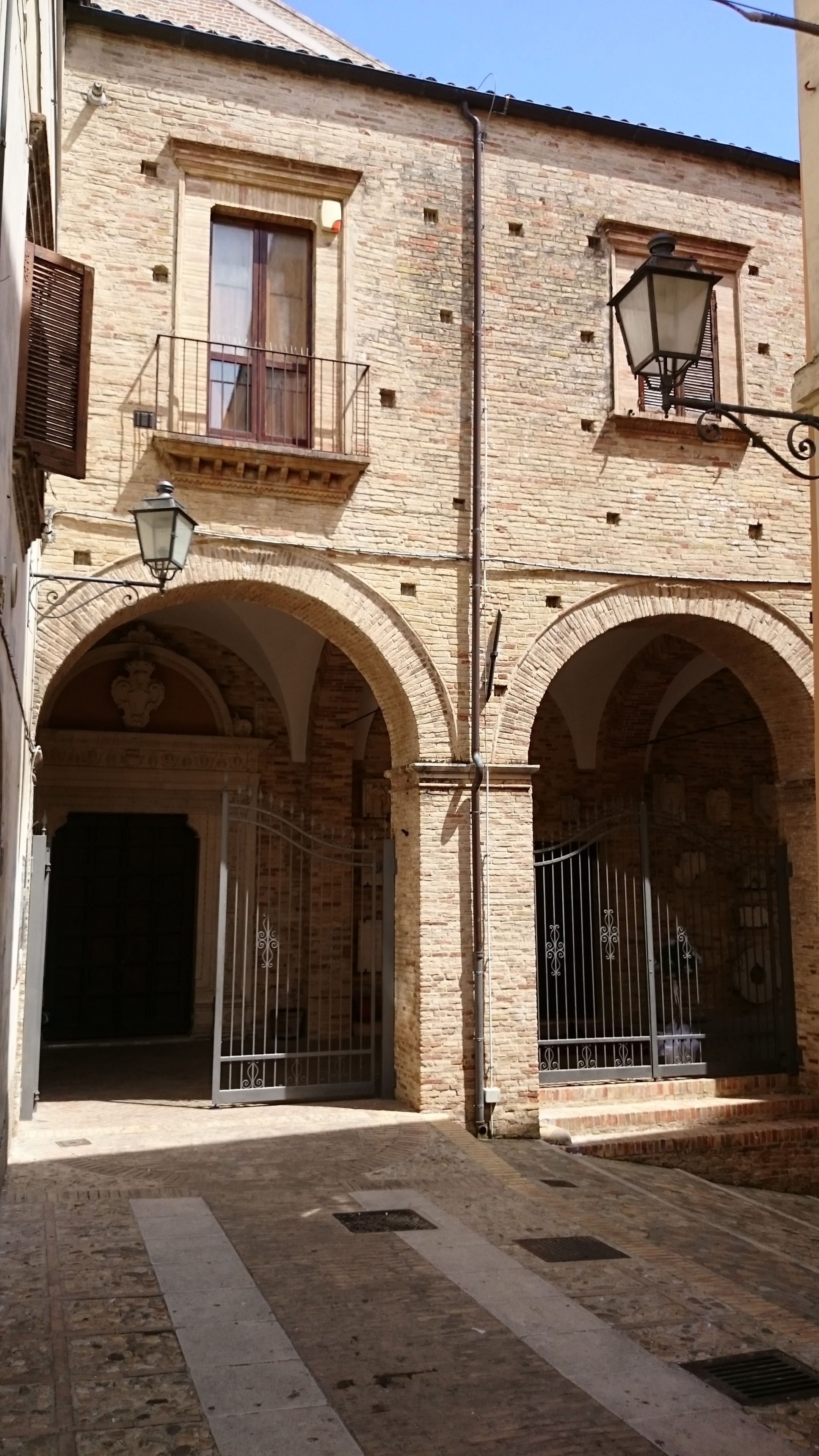
Facciata della chiesa parrocchiale di San Pietro

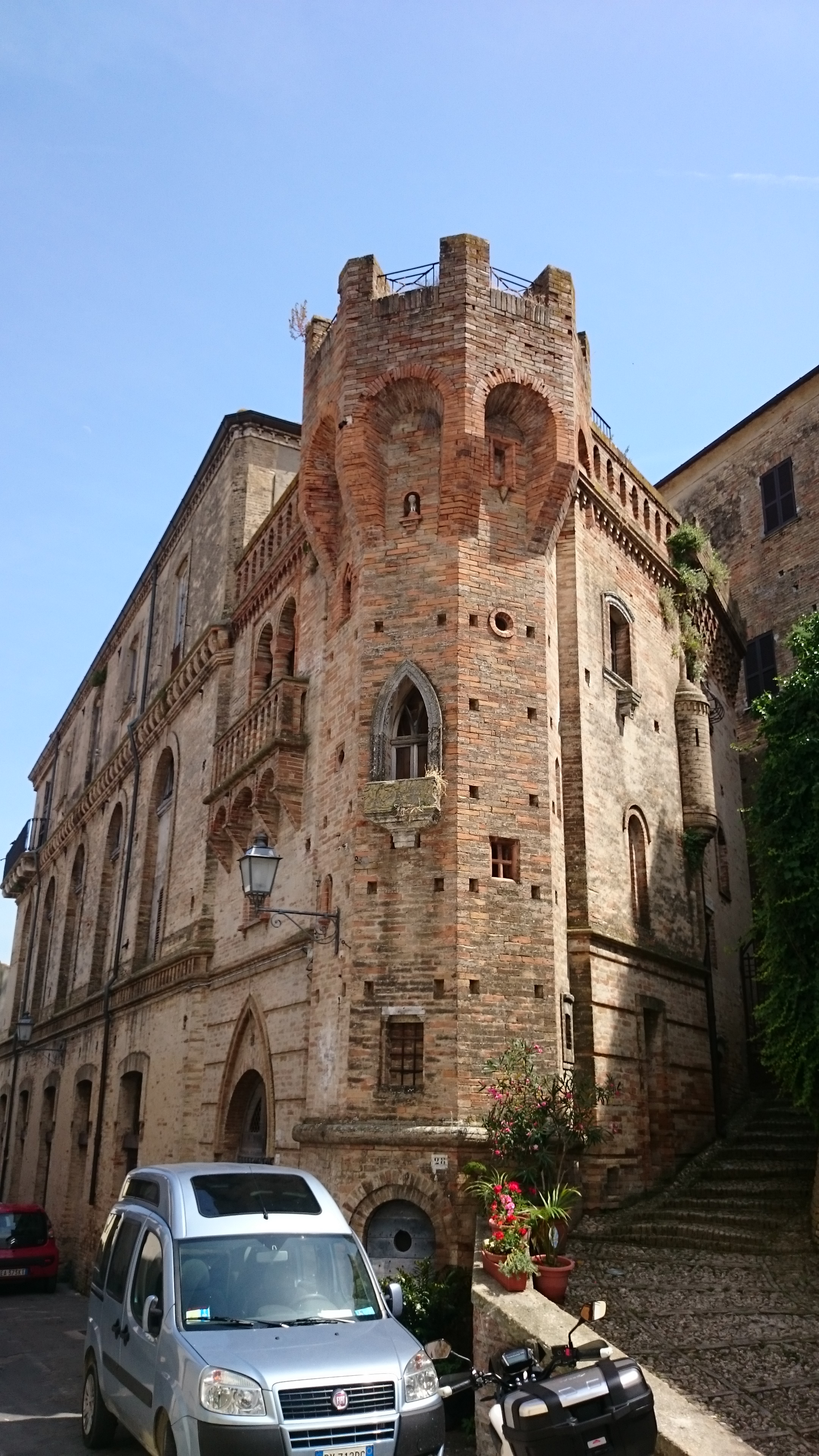
Castello Amorotti

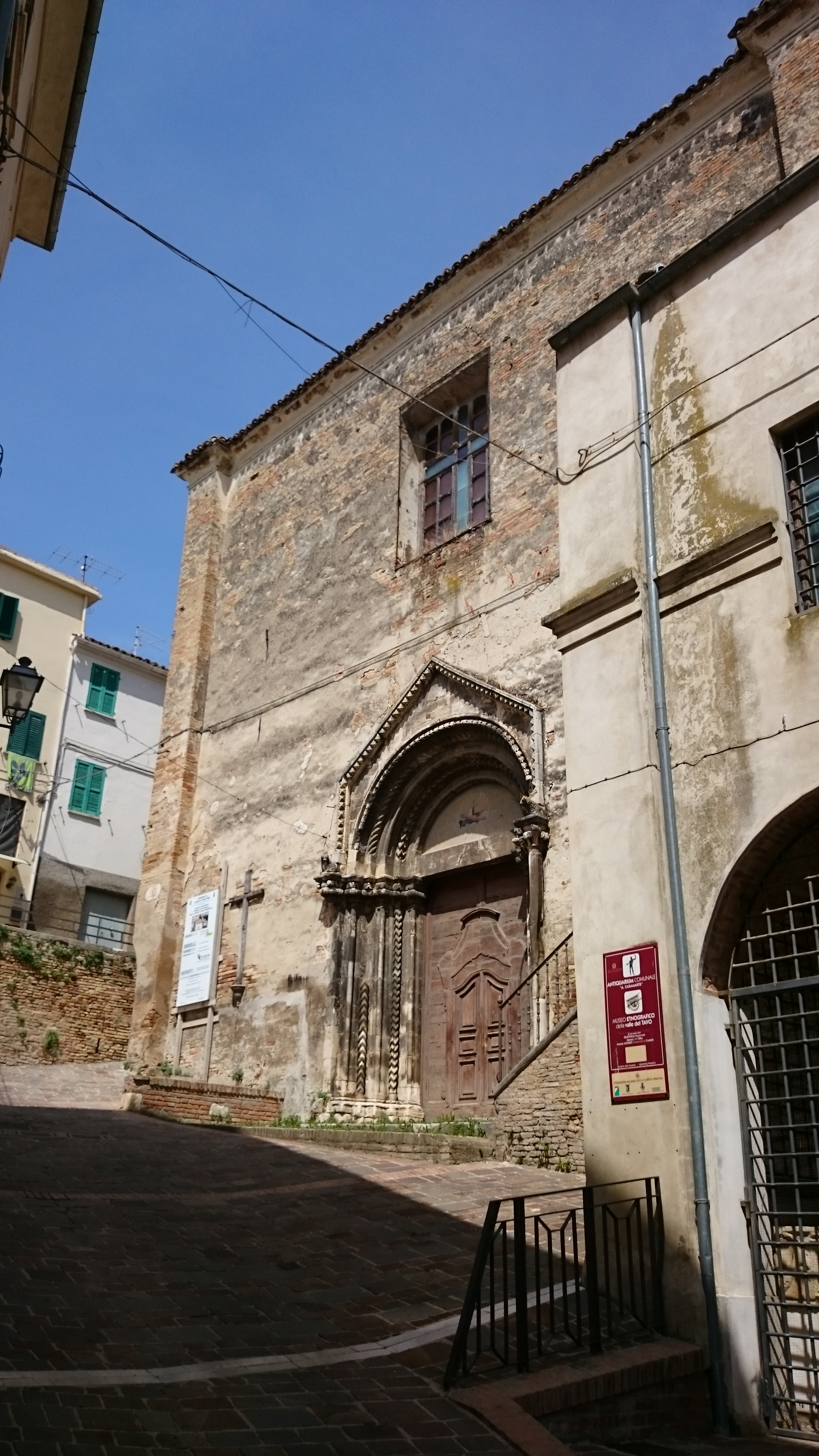
Ingresso alla chiesa di San Francesco

### Architetture religiose
- Abbazia parrocchiale di San Pietro Apostolo: è la chiesa parrocchiale, situata in posizione dominante sul borgo. Se ne hanno notizie già dalla seconda metà dell'XI secolo[13], ma l'aspetto attuale è rinascimentale, frutto della ricostruzione nel 1551 per volere dell'abate Giovanni Battista Umbriani. L'ingresso della chiesa è segnato da un portico cinquecentesco in laterizio, diviso in tre campate da volte a crociera che conclude la prospettiva di via del Baio. Il portico è ornato da stemmi di vescovi regnanti, e nell'angolo estremo da eleganti trifore con colonnine in pietra che permettono un affaccio sul centro storico.[14] Un portale rinascimentale in pietra permette l'accessi alla chiesa e si articola in tre navate, terminando con un'abside semicircolare. Le navate laterali sono ulteriormente ampliate da una teoria di cappelle laterali affrescate, tra le quali figura l'ottocentesca cappella di San Zopito. Il campanile è separato dalla struttura ed è una tozza torre a tre livelli, dei quali l'ultimo è di proporzioni leggermente inferiori e contiene la cella dell'orologio civico.
- Chiesa di San Francesco d'Assisi: il complesso conventuale è del XIII secolo, con portale gotico strombato, sulla facciata terminante a rettangolo. Il portale è l'unico elemento originale della chiesa, trasformata nel XVI secolo. Il campanile cinquecentesco è una torre svettante del maestro Antonio da Lodi, che lavorò anche ai campanili del teramano, tra i quali quello del Duomo di Teramo: caratteristico è il tiburio ottagonale della cima con una cuspide conica. L'interno della chiesa ad aula unica è del 1729, con l'organo di Adriano Fedri.

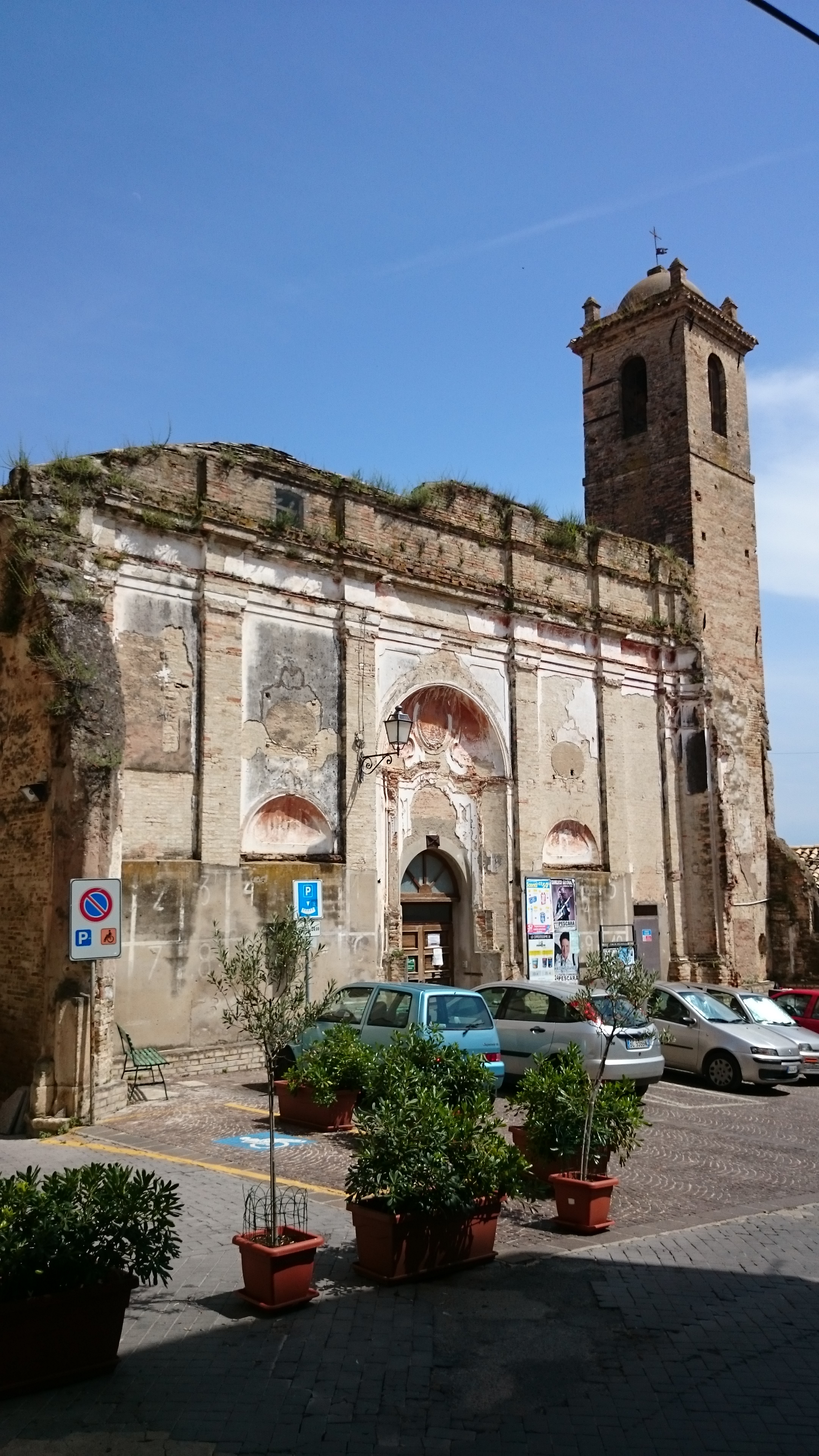
Chiesa di San Giuseppe

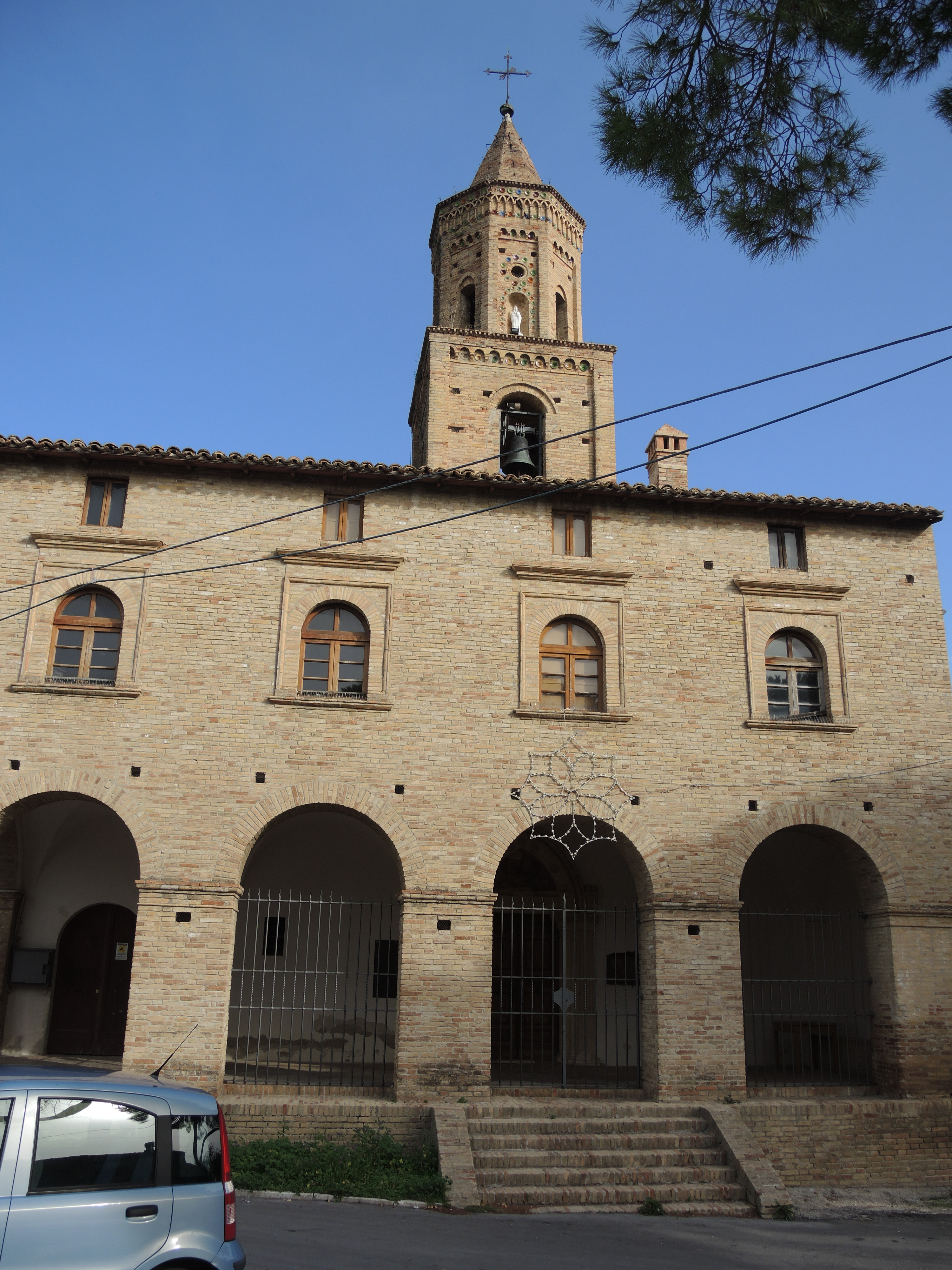
Chiesa di Santa Maria in Piano

- Chiesa di Santa Maria in Piano: si trova fuori dal centro, ed è uno dei monumenti più interessanti del paese. Fu costruita nel IX secolo circa sopra il tempio di Giano, in possesso dell'abate Bertario di Montecassino. Ne secoli successivi fu contesa tra Montecassino e l'abbazia di San Bartolomeo di Carpineto, fino a quando non subentrò nella diocesi di Penne, e fu restaurata con un bel ciclo di affreschi quattrocenteschi, e ulteriormente ampliata in epoca rinascimentale, nel 1558 per volere dell'abate Umbriani. Furono apportati interventi sul portale principale, con la costruzione di uno laterale, l'aggiunta dell'abside poligonale con il cupolone a tiburio ottagonale, e infine il portico della facciata, nonché il campanile di Antonio da Lodi. La struttura è costituita da un corpo longitudinale a navata unica, suddivisa nelle campate da arconi ogivali, che oltre a sorreggere la copertura del tetto, creano un effetto scenico d'insieme; la tipologia è quella dell'arco diaframma. Ciò che colpisce della chiesa è il ciclo di affreschi quattrocenteschi, dei quali il più noto è il Giudizio Universale (1429); esso segue una doppia linea di lettura, dal basso verso l'alto, e da destra verso sinistra. Sul primo asse si incontrano San Francesco d'Assisi, San Domenico e Sant'Agostino inginocchiati ai piedi degli strumenti della Passione, sopra i quali campeggia Cristo in Maestà dentro una mandorla, retta da quattro angeli in volo.[15] In basso a sinistra dell'asse centrale si trova una scena rara, il cosiddetto "ponte del Capello"[16], raffigurante al di sopra di un fiume di pece un ponte che si restringe fino a diventare della consistenza di un capello sottile: solo poche anime che riescono ad attraversarlo sono accolte da un angelo traghettatore; la scena potrebbe essere stata ispirata alla filosofia dello zoroastrismo. L'angelo è San Michele Arcangelo, mentre pesa le anime, insolitamente vestito di abiti bizantini, con la tonsura; alle sue spalle si trova il giardino paradisiaco con la Torre del Paradiso, con San Pietro che custodisce le chiavi d'ingresso, affiancato da Tre Patriarchi. Sulla parete destra dell'affresco doveva esserci il Giardino delle Delizie, con la rappresentazione dell'Inferno con i dannati, dove rimane visibile un frammento di leone. Sul secondo livello ci sono sempre San Francesco, San Domenico e Sant'Agostino in ginocchio, con schiere di beati del Vecchio e Nuovo Testamento, affiancati da cinque angeli musici.
- Chiesa di San Biagio: piccola chiesa di epoca rinascimentale situata all'interno del centro storico, realizzata in mattoni presenta un piccolo campanile a cipolla, anch'esso in laterizio.[17]
- (ex) Chiesa di San Giuseppe: si trova nel centro, risalente al XIII secolo, modificata però nel periodo rinascimentale. Durante la seconda guerra mondiale la chiesa fu bombardata e oggi è visibile solo la parte dell'altare, riccamente affrescata, con il campanile turrito accanto.[18]
- Chiesa conventuale di Santa Maria del Carmine: detta anche della "Beata Vergine del Monte Carmelo" si trova fuori dal centro, appartenente a un complesso monastico del 1583, intitolata a "Santa Maria della Visitazione", e poi nel 1628 affidata ai Carmelitani.[19] Ha un aspetto barocco all'interno, e una facciata in pietra rinascimentale con portico alla base di accesso. Tra le opere d'arte vi sono il tabernacolo ligneo con la Crocifissione tra Cinque Santi del 1586, una trla della Madonna col Bambino e San Francesco. Il tabernacolo poggia sopra un basamento intarsiato a disegni rettangolari; un ordine di colonnine tortili inquadra alcune nicchie e una porticina decorata da fregio floreale a fondo scuro, sopra la quale in lunetta, è incastonata l'immagine del Padre Eterno. Una fascia di elementi decorativi media il passaggio ad una balaustra di fitte colonnine e pilastrini sulla quale poggia il secondo ordine, digradante rispetto al primo, di intarsi rettangolari, colonnine e nicchie, sormontato a sua volta da un'altra piccola balaustra, che fa da raccordo al piano d'appoggio sulla cupola costolonata.
- Chiesa di Santa Maria de Recepto: la chiesa più antica di Loreto, oggi conservatasi abbastanza fedelmente nella struttura originale; risalirebbe al VI secolo. Nel 1090 era dipendenza, in quanto già sua cappella, della chiesa di S. Pietro[20]. Nell'interno a cappella vi è un pregevole altare della Madonna col Bambino. L'esterno è in muratura; l'ingresso in stile romanico si trova sul lato destro, poiché la chiesa non possiede facciata.

### Architetture militari e civili
- Castello Chiola: fu costruito dai Normanni nell'XI secolo; successivamente nel XV fu feudo dei Cantelmo e dei Caracciolo, fino a passare alla famiglia Chiola, che lo fece ristrutturare come palazzo gentilizio.[21] Attualmente è un albergo-ristorante. Ha struttura di un palazzo fortificato con tracce delle torri angolari nei robusto bastioni. Il resto della struttura, rivestita in mattone cotto, è abbellita da un ingresso ad arco a tutto sesto gigantesco. Gli interni sono stati cambiati per l'adattamento ad albergo, tranne le cantine, che conservano le classiche volte a crociera e i robusti pilastri. Sul castello circola una curiosa leggenda del fantasma della principessa Sharan, vissuta all'epoca dei Normanni, che infesterebbe la struttura.
- Castello Amorotti: si trova vicino al castello Chiola, e risale al XIX secolo, costruito in stile neogotico. La piccola struttura ospita il Museo dell'Olio ed è caratterizzato da una torre poligonale a ottagono, con le classiche merlature e beccatelli delle architetture aragonesi.
- Palazzo Guanciali: costruzione rinascimentale, a pianta rettangolare, con portali in pietra con architrave in pietra bianca
- Palazzo Acerbo: struttura rinascimentale con rivestimento in laterizio e mattone cotto.
- Palazzo Valentini: semplice struttura del XVIII secolo.
- Palazzo Casamarte: struttura del XVII secolo, appartenne all'omonima famiglia, che raccolse nel XIX secolo numerosi reperti archeologici rinvenuti nelle campagne di Loreto, nonché collezioni di ceramiche provenienti da Castelli.
- Teatro "De Deo": fu ricavato da un'ala del convento francescano nel XIX secolo. Il progetto di sala polivalente si protrasse per tutta la seconda metà dell'Ottocento fino alla trasformazione mediante l'intervento di Luigi De Deo. Il teatro è di interesse all'interno perché è ad aula allungata con volta ad arco a tutto sesto, poiché ricavata dal refettorio della chiesa. Venne inaugurato ufficialmente nel 1886, e nel Novecento divenne Teatro Supercinema, per essere brevemente abbandonato negli anni '90, e nuovamente riaperto come sede teatrale del comune. In seguito alla chiusura del "nuovo" Supercinema, è rimasto l'unico ambiente culturale del borgo.

### Porte
- Porta Castello: si trova all'ingresso del castello Chiola, ed è stata completamente modificata nel XIX secolo, tanto da risultare attualmente un semplice ingresso cancellato con due stipiti laterali.
- Porta dell'Ospedale: si trova presso il mercato vecchio, ossia all'ingresso di Loreto, accanto alla chiesa di Santa Maria de Recepto. L'arco a sesto acuto è in mattoni, molto semplice.
- Porta San Pietro (presso l'abbazia omonima): come suggerisce il titolo, precede l'ingresso alla chiesa parrocchiale. Si aggiungeva una torretta di avvistamento, oggi trasformata nel chiostro deambulatorio esterno.
- Porta Palamolla (presso Fontana Grande): la porta si trova fuori dal borgo, vicino al Giardino dei Ligustri.

## Società

### Evoluzione demografica
Abitanti censiti

## Cultura

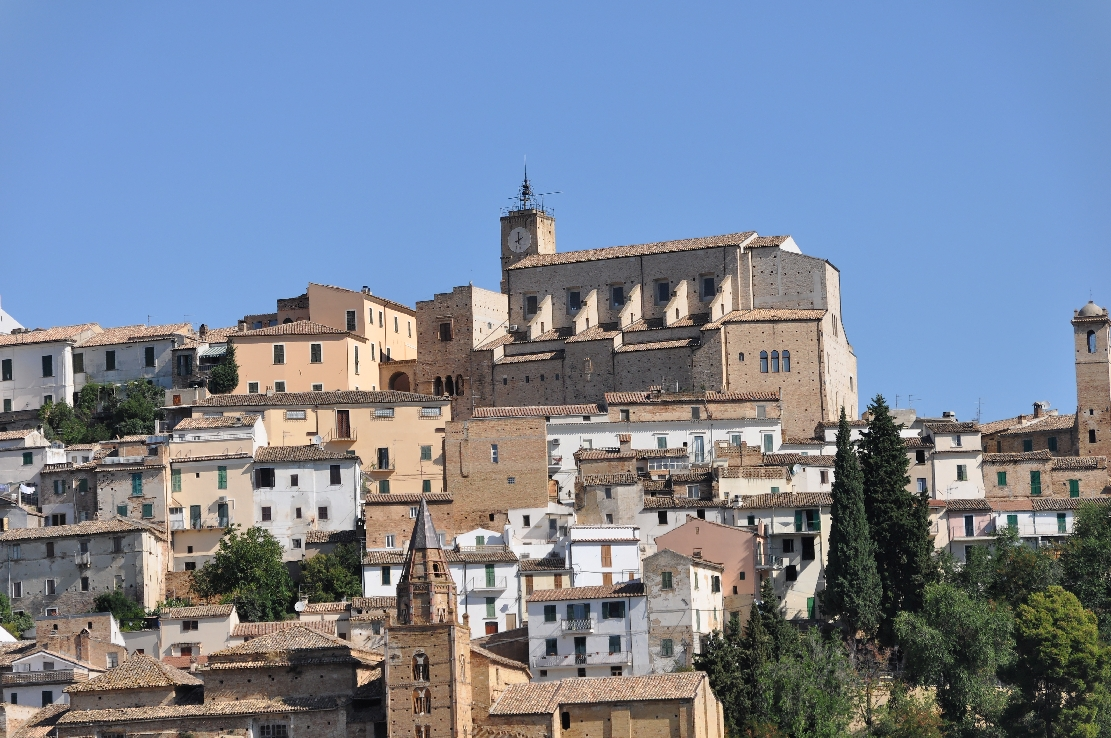
Veduta della chiesa di San Pietro (in alto) e di San Francesco (sotto)

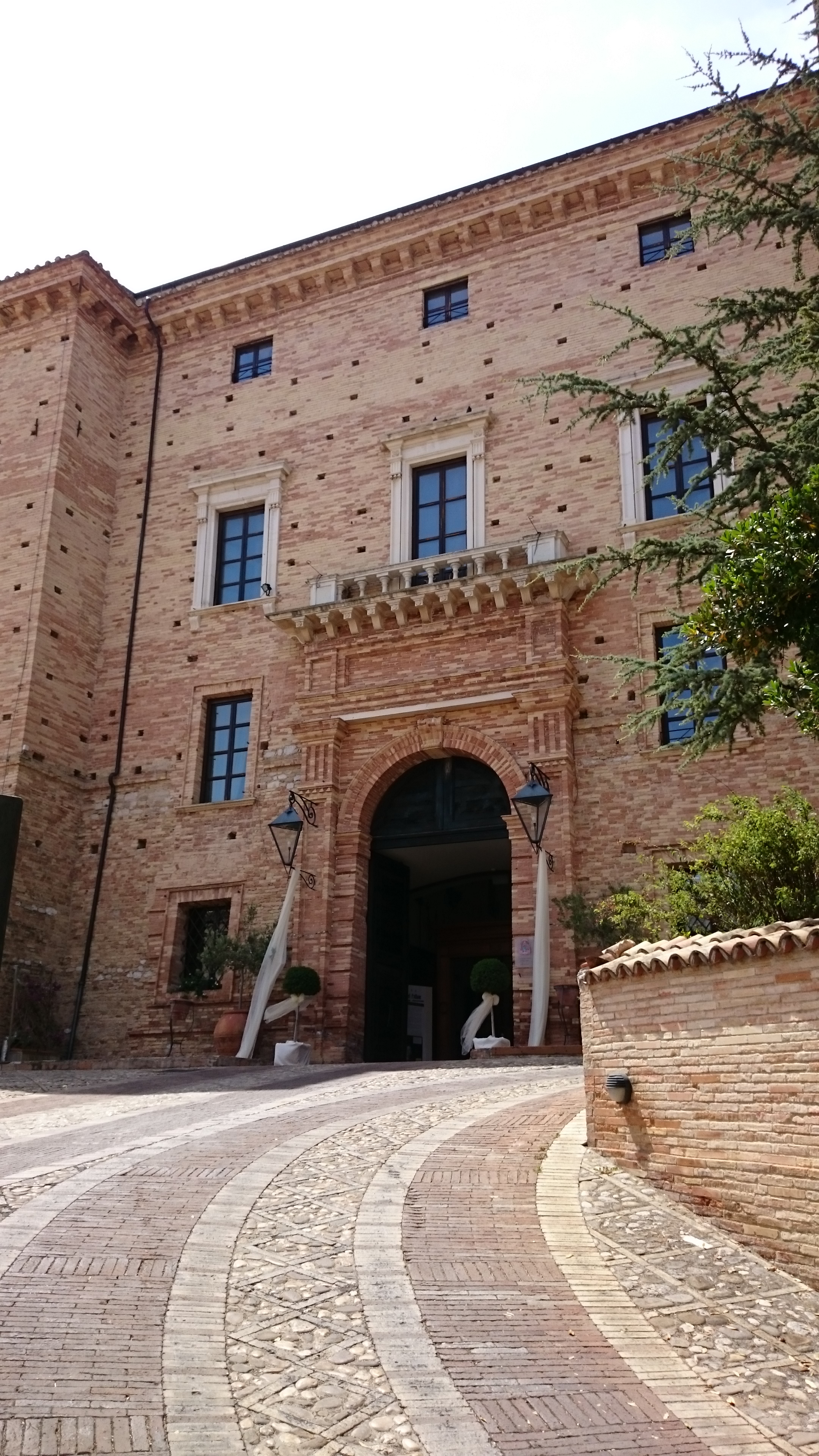
Ingresso del castello di Loreto

Sono presenti due scuole primarie, una scuola secondaria di primo grado e una biblioteca comunale, intitolata a Gaetano Panbianco.

### Musei
- Antiquarium "Collezione Casamarte": ospitato in un palazzo vicino alla collegiata di San Pietro, e nell'ex convento di San Francesco, si tratta di un museo archeologico, che raccoglie il materiale collezionato principalmente dalla famiglia Casamarte di Loreto. Si conservano anche reperti di un monastero benedettino, che esisteva nei dintorni. Fa parte della Fondazione dei Musei civici di Loreto.
- Museo della Civiltà Contadina: ultimo dei Musei civici per istituzione, si trova in una sala dell'ex convento di San Francesco.
- Galleria delle antiche ceramiche abruzzesi, fondata da Giacomo Acerbo nel 1957, raccoglie oltre seicento pezzi d'arte, provenienti dalla maestria di dinastie di Castelli (TE), quali i Grue, i Gentile, i Cappelletti alcuni dei quali risalgono al XV secolo. Numerose ceramiche esposte posseggono un alto contenuto artistico.
- Museo dell'Olio: si trova nel palazzetto Amorotti, in via Cesare Battisti, il palazzo è in stile neogotico, realizzato nel 1880 su progetto del Michetti, fu di proprietà di Raffaele Baldini Palladini, ricco proprietario terriero. Il Museo è stato inaugurato nel 2005, fa parte della Fondazione dei Musei civici di Loreto, si occupa di fornire un percorso storico per quanto riguarda la produzione dell'olio nell'area dei Vestini sin dall'epoca romana, attraversando i secoli sino al presente, con esposizione di materiale da lavoro del XVIII-XIX secolo.
- Villa dei Ligustri: parco pubblico, dotato di orto botanico e del fontanone monumentale.
- Oleoteca Regionale, ricavata da un frantoio storico nel 1995. È in via Muraglione, presso Porta Palamolla, come il Museo dell'olio, il sito offre un percorso storico sulla tradizione dell'olio lauretana.

### Eventi
- Ogni anno verso la fine di luglio, si tiene NessunDorma, la notte bianca in memoria di Giuseppe Chiavaroli, giovane di Loreto Aprutino morto nel terremoto del 6 aprile 2009, organizzata appunto dall'Associazione Culturale Giuseppe Chiavaroli. La manifestazione ha visto salire sul palco gruppi assai noti tra i giovani come Il Pan del Diavolo, Vallanzaska e Nobraino.
- Il lunedì dopo Pentecoste si festeggia San Zopito, il Santo patrono semileggendario di Loreto,  in cui un bue "cavalcato" da un bambino vestito da angelo si inginocchia davanti alla statua del santo, nella collegiata di San Pietro, dopo aver sfilato per i campi e per le vie del centro .
- La seconda domenica di settembre, in località Santa Maria in Piano, vi si organizza una fiera in cui solitamente sono esposti degli animali.

## Geografia antropica

### Frazioni
Cartiera, Ferrauto, Il Tarallo, Passocordone, Poggioragone, Remartello, Rotacesta, San Pellegrino, Cordano, Cappuccini, Fiorano, Villa Scannella, Madonna degli Angeli, Gallo, Collecera, Colle Cavaliere, Collefreddo, Scrizzetto, Paterno, Pallante, Colleospedale, Cancelli, Salmacina, Cecalupo, Sablanico, Coste di S.Antonio, Collatuccio.
Da notare che il territorio di San Pellegrino è ripartito tra i Comuni di Loreto e Penne. Il confine è in parte disegnato dal tracciato della SS 81.

## Economia

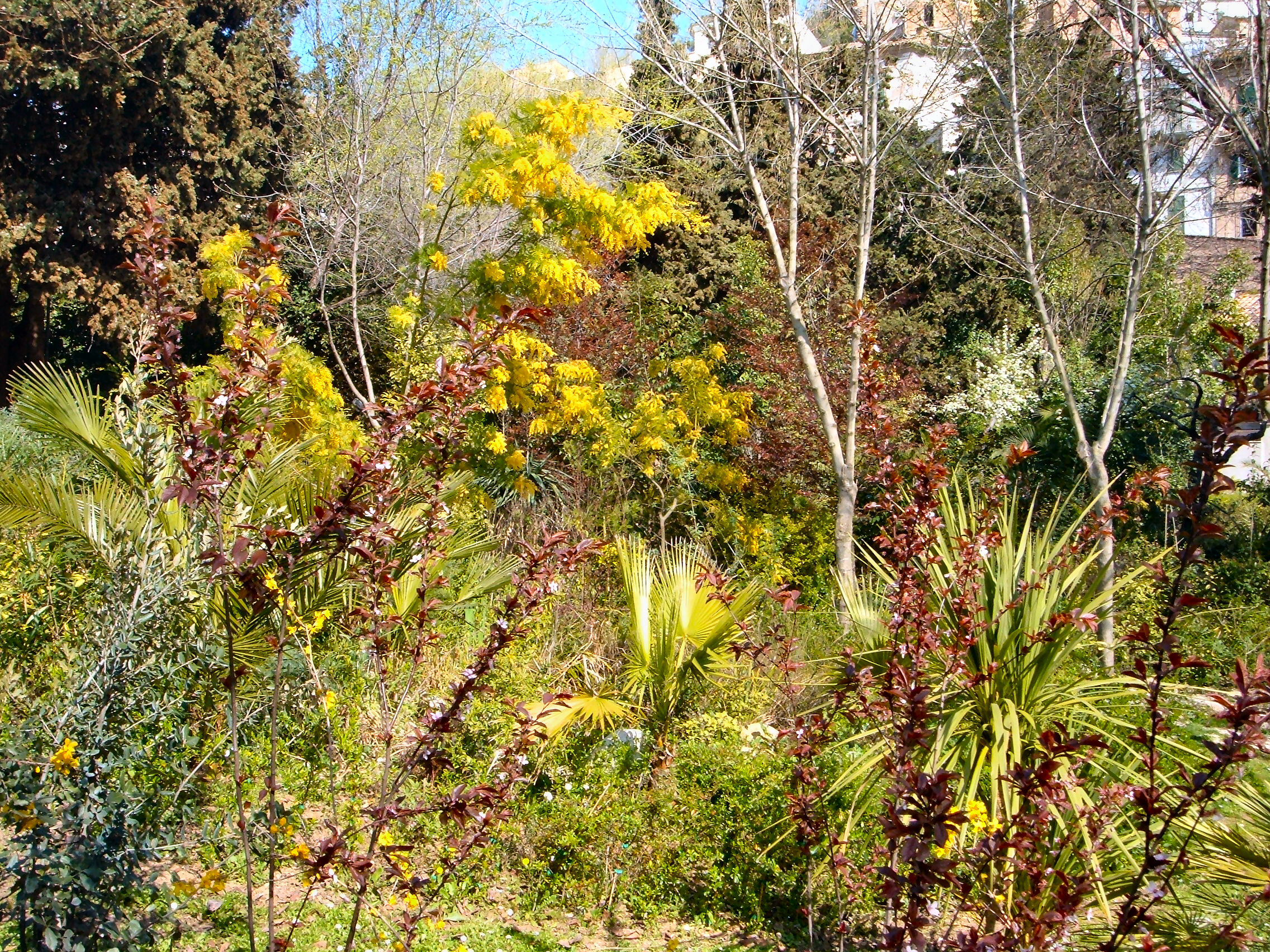
I fiori della Villa dei Ligustri

- Loreto Aprutino ospita numerosi uliveti e frantoi, formando con i comuni di Pianella e Moscufo un comprensorio detto "triangolo d'oro dell'olio" noto per la produzione di olio extravergine Aprutino Pescarese.
- Loreto Aprutino ospita aziende vinicole d'eccellenza riconosciute per le loro produzioni di Trebbiano d'Abruzzo, Cerasuolo d'Abruzzo, Montepulciano d'Abruzzo e Pecorino dei Colli Pescaresi, fra cui Valentini, Talamonti, Torre dei Beati.

## Amministrazione
| Periodo          | Periodo          | Primo cittadino     | Partito                         | Carica                  | Note |
| ---------------- | ---------------- | ------------------- | ------------------------------- | ----------------------- | ---- |
| 21 giugno 1944   | 17 marzo 1946    | Raffaele Luise      | C.L.N.                          | Sindaco                 |      |
| 18 marzo 1946    | 4 giugno 1948    | Gino Di Clemente    | Partito d'Azione                | Sindaco                 |      |
| 5 giugno 1948    | 27 giugno 1951   | Elio D'Epifanio     | Partito d'Azione                | Sindaco                 |      |
| 28 giugno 1951   | 11 luglio 1955   | Umberto Di Teodoro  | Partito Comunista Italiano      | Sindaco                 |      |
| 12 luglio 1955   | 22 dicembre 1955 | Guerino Di Camillo  |                                 | Sindaco F.F.            |      |
| 23 dicembre 1955 | 16 giugno 1956   | Cesare Garofalo     |                                 | Sindaco F.F.            |      |
| 17 giugno 1956   | 17 marzo 1965    | Luigia Chiola       | Partito Comunista Italiano      | Sindaco                 |      |
| 29 marzo 1966    | 21 dicembre 1970 | Michele Vellante    | Democrazia Cristiana            | Sindaco                 |      |
| 29 dicembre 1970 | 19 novembre 1973 | Zopito Garofalo     | Partito Comunista Italiano      | Sindaco                 |      |
| 20 novembre 1973 | 20 novembre 1987 | Bruno Passeri       | Partito Comunista Italiano      | Sindaco                 |      |
| 21 novembre 1987 | 13 giugno 1993   | Carlo Nobilio       | Partito Comunista Italiano      | Sindaco                 |      |
| 23 aprile 1995   | 13 giugno 1999   | Mauro Di Zio        | Lista civica di centro-sinistra | Sindaco                 |      |
| 13 giugno 1999   | 12 giugno 2004   | Mauro Di Zio        | Lista civica di centro-sinistra | Sindaco                 |      |
| 12 giugno 2004   | 3 aprile 2005    | Luigi Pizzi         |                                 | Commissario prefettizio |      |
| 3 aprile 2005    | 30 marzo 2010    | Bruno Passeri       | Lista civica di centro-sinistra | Sindaco                 |      |
| 31 marzo 2010    | 30 ottobre 2012  | Remo Giovanetti     | Lista civica di centro-sinistra | Sindaco                 |      |
| 31 ottobre 2012  | 27 maggio 2013   | Paola Iaci          |                                 | Commissario prefettizio |      |
| 28 maggio 2013   | 10 giugno 2018   | Gabriele Starinieri | Partito Democratico             | Sindaco                 |      |
| 10 giugno 2018   | 14 maggio 2023   | Gabriele Starinieri | Lista civica di centro-sinistra | Sindaco                 |      |
| 15 maggio 2023   | in corso         | Renato Mariotti     | Lista civica “Loreto 2030”      | Sindaco                 |      |

## Sport
La società calcistica di maggiore gloria è stata la S.S. Lauretum, nata nel 1952 ed attiva nel panorama regionale calcistico per più di 60 anni fino al fallimento avvenuto nel 2016. La squadra aveva il record nazionale di presenze consecutive nel campionato di Eccellenza, da quando il campionato ha assunto questa denominazione, con ben 16 anni (dalla stagione 2013/14 superato dal Montorio 88, con 17 partecipazioni).
A Loreto Aprutino ad oggi hanno sede due squadre di calcio, l'ASD Lauretum (Promozione), che ha ripreso lo storico nome della precedente società, e l'Atletico Passo Cordone (Seconda Categoria).
Il paese poteva vantare anche una squadra di calcetto, il Futsal Aprutino Calcio a 5, che negli ultimi anni di attività aveva partecipato anche a campionati di livello nazionale come la A2 e la B.
Il 24 maggio 1994 la 3ª tappa del Giro d'Italia 1994 si è conclusa a Loreto Aprutino con la vittoria di Gianni Bugno.